# پوتها بینسی
پوتها بینسی (به انگلیسی: Potha Bainsi) یک منطقهٔ مسکونی در پاکستان است که در کشمیر آزاد واقع شده‌است.